# Anisoneura obscurata
Anisoneura obscurata är en fjärilsart som beskrevs av Arnold Pagenstecher 1896. Anisoneura obscurata ingår i släktet Anisoneura och familjen nattflyn. Inga underarter finns listade i Catalogue of Life.